# Timothy Morton (filòsof)
Timothy Morton   (Londres, 19 de juny de 1968) és un filòsof i professor britànic. Ocupa la càtedra Rita Shea Guffey d’anglès a la Universitat Rice de Houston, Texas. És una figura destacada dins del moviment de la filosofia orientada a objectes, contribuint significativament al debat sobre la intersecció entre aquesta corrent filosòfica i els estudis ecològics.
La seva recerca ha desenvolupat el concepte de “hyperobjects”, terme inspirat en la cançó “Hyperballad” de Björk (1996) i amb antecedents en la ciència de la computació des de 1967. Aquest terme s’utilitza per descriure objectes tan àmpliament distribuïts en el temps i l’espai que transcendeixen la seva localització, com per exemple el canvi climàtic o el poliestirè.
Entre les seves publicacions, destaca el llibre Humankind: Solidarity with Non-Human People, en el qual analitza la separació entre humans i no humans des d’una perspectiva ontològica orientada a objectes, proposant una reavaluació radical de la relació amb la natura. A més, Morton ha escrit extensament sobre la literatura de Percy Bysshe Shelley i Mary Shelley, el Romanticisme, els estudis dietètics i l’ecoteoria, i exerceix com a docent en el programa postgrau Synthetic Landscapes del Southern California Institute of Architecture (SCI-Arc).